# FK Sileks Kratovo
El FK Sileks Kratovo (en macedònic ФК Силекс) és un club de futbol macedoni de la ciutat de Kratovo.

## Palmarès
- Lliga macedònia de futbol: 3
  - 1996, 1997, 1998

- Copa macedònia de futbol: 2
  - 1994, 1997